# Ashok Nagar
Ashok Nagar (aussi Ashoknagar) est une ville située au nord-est de l'État du Madhya Pradesh en Inde centrale et est le siège administratif du district d'Ashok Nagar. Auparavant, la ville appartenait au district de Guna.